# (3496) Arieso
(3496) Arieso est un astéroïde de la ceinture principale aréocroiseur.

## Description
(3496) Arieso est un astéroïde aréocroiseur. Il présente une orbite caractérisée par un demi-grand axe de 2,71 UA, une excentricité de 0,46 et une inclinaison de 29,7° par rapport à l'écliptique.

## Compléments